# Специално училище за ученици с нарушено зрение „Луи Брайл“ София
Специално училище за ученици с нарушено зрение „Луи Брайл“ (съкратено СУ УНЗ „Луи Брайл“) е държавно специално средно училище в София. Носи името на Луи Брайл – създателя на азбуката за слепи.
В него се провежда обучение и грижа за зрително затруднени деца. Училището е разположено в квартал Връбница, ул. „Ломско шосе“ № 177. От 2012 година негов директор е Елка Белокапова.

## История
Училището е основано като Институт за слепи през 1945 г. в Шумен по инициатива на Люба Кацарова. После е преместен във Варна. През 1963 г. училището е преместено в София.
През април 2012 година дарение за училището прави Френско-българската търговска камара. Официални гости на церемонията са посланикът на Франция в България Филип Отие, председателят на Френско-българската търговска камара Патрик Фавър и членове на управителния съвет на Френско-българската търговска камара.

## Условия
Обучението се провежда целодневно и се провежда по общообразователната програма. Има и специални предмети – децата се учат как да се ориентират и движат в пространството, усвояват основни битови умения, рисуват.
В училището се приемат деца, които освен нарушено зрение, имат и други увреждания. Обучават се ученици от 6- до 19-годишна възраст. По преценка на медико-педагогическите комисии на част от децата се препоръчва да учат в масови училища заедно със зрящите деца. Решението за това е в ръцете на родителите. Осигурява се пълен пансион на децата от провинцията по време на учебната година.